# Костел і колегіум єзуїтів (Бобруйськ)
Церква Святих Апостолів Петра і Павла (біл. Касьцёл і калегіюм езуітаў) — пам'ятка архітектури XVII—XVIII століть, колишній єзуїтський костел. Разом з монастирем був центром Бобруйської єзуїтської резиденції.

## Історія

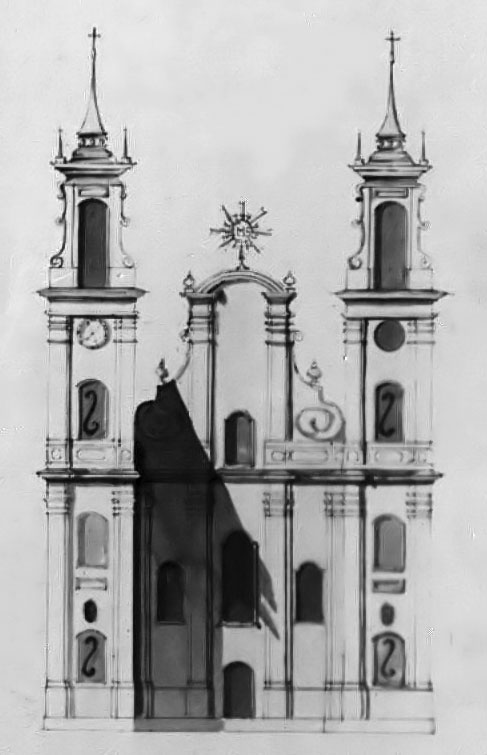
Початковий вид храму, з обмірного малюнка XVIII ст.

Заснований у 1615 на фонд бобруйського старости Петра Тризни. У 1625 костел був переданий єзуїтам. Серед архітекторів храму відомі Владислав Дягілевич (1699—1700), Казимир Мацеляковський (1735—1736), Фома Жабровський (1746), Габріель Ленкевич (1747—1748) і Франтішек Карава (1757—1758). Відомо також про участь у будівництві в 1732—1747 муляра Якуба Руофа.
При будівництві в XIX столітті Бобруйської фортеці вежі костелу були знищені, а сам він був корінним чином перебудований під цейхгауз. У 1885 році костел додатково постраждав від пожежі. За радянських часів в будівлі храму була гауптвахта.

### Духівництво[1]
- 1630 р. до 1633 р. був святий Андрій Боболя
- 1632 р. Якуб Брент і Станіслав Ольшевський, а також вчителі — семінаристи Ян Прушинський і Симон Дембовський.
- 1633 р. до 1637 р. Бобруйську єзуїтську резиденцію очолював батько Мартін Ридевськіх
- 1755 р. Бобруйським деканом і, напевно, настоятелем був ксьондз Юзеф Кричським.
- У другій половині 1760-х років настоятелем приходу був Станіслав Богуш-Сестранцевич — майбутній митрополит, архієпископ Могилевської архиєпархії.
- 1789 р. настоятель Іоанн Гриневич. Також у цей час в приході працював священник Георгій Адамович.
- 1818—1821 рр. віце — настоятелем був ксьондз Страківський.
- 1843 настоятель Варфоломій Вісньовський OP, вікарій при ньому був ксьондз Юзеф Буткевич[2]
- з кінця 1840-х років до липня 1859 р. настоятелем і бобруйським деканом був ксьондз Казимир Шишко
- 1874 р. вікарій ксьондз Климент Трашчевський.
- У 1870-х роках в приході працювали такі священики: Вінсент Бабицький, Віктор Анджаєвський, Кипріян Жабровський, Адольф Пласковицький, Бонавентура Лавринович, Іван Римович і Ярослав Росинський.
- У 1890-х рр. вікарій ксьондз Ільдефонс Романовський
- 1898 р. ксьондз Міхал Олехнович
- 1898—1901 тимчасовий адміністратор о. Олександр Плятнір[3] .
- 1901 р. адміністратор ксьондз Ян Красовський

## Архітектура

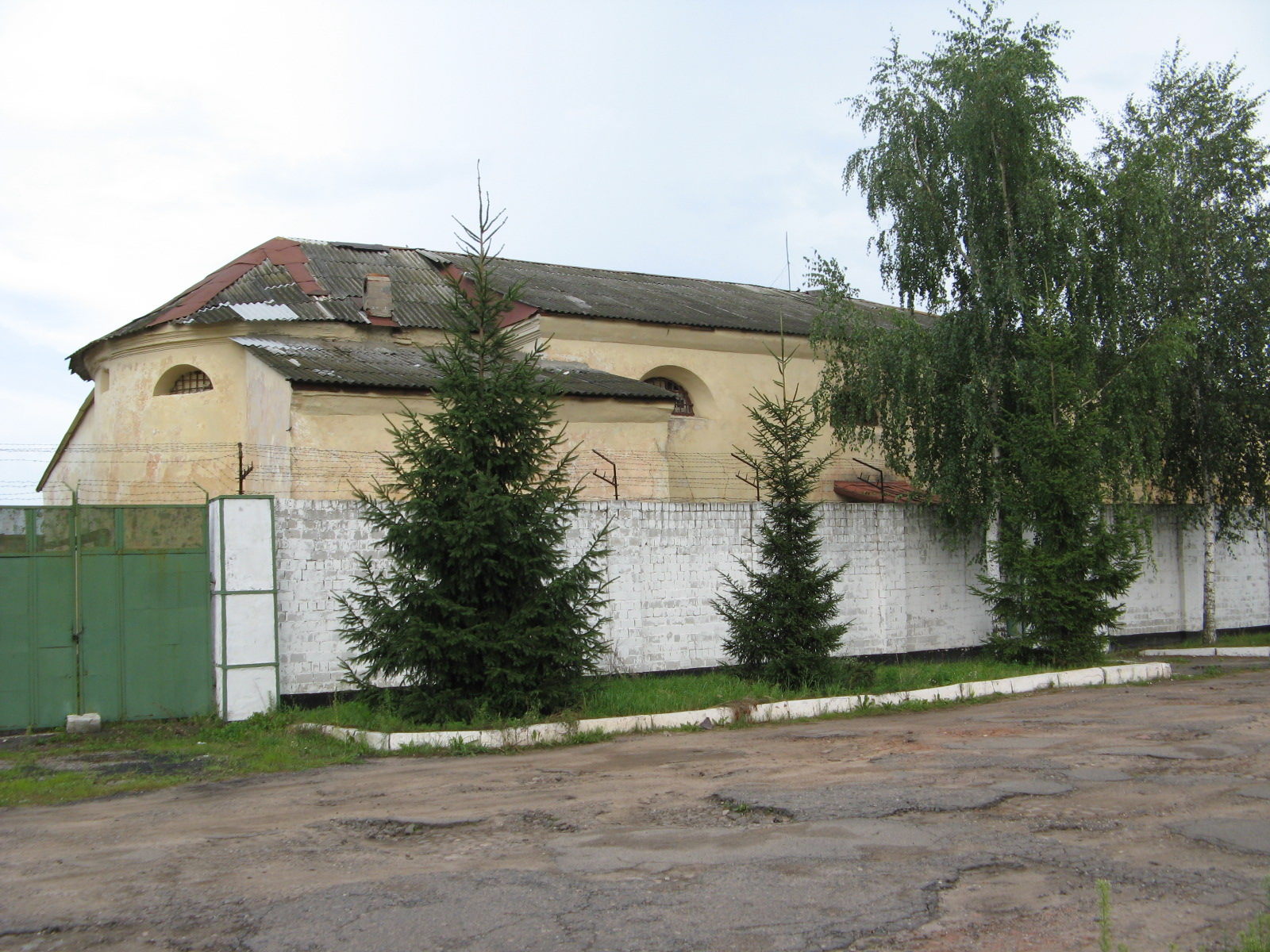
Сучасний стан (вид з боку)

Костел був побудований у стилі бароко. Мав вигляд тринефної базиліки без трансепта, мав дві вежі, на одній з яких був годинник з боєм, а на іншій — математичний компас. Вежі розділилися на три яруси, між верхніми четвірками містився фігурний фронтон з валютами. Пресбітерій мав напівкругле завершення, з боків віми розташовувалися дві симетричні сакристії.
Усередині нефи були перекриті циліндричними склепіннями з розпалубками на здвоєних попружних арках, яким на фасадах відповідали здвоєні пілястри, в чому можна бачити ознаку пізнього бароко. При вході розміщувався «хор кам'яний на 2 філярії зі сходами з обох сторін». Невеликі хори розташовувалися також над сакристіями. Головний автор, який включав 8 пізньобарокових скульптур святих (в тому числі скульптури Святих Ігнатія, Бергіяша, Ксаверія, Станіслава), 6 бічних авторів, амвон, усю сакральну начинку інтер'єру були дерев'яними й були зроблені майстрами Йосипом Шилом та Антоном Мартиновським. На стінах був фресковий живопис, а серед ікон перебували сарматські данатарські портрети короля Сигізмунда Вази та Петра Тризни.